# ボタンバト
ボタンバト（学名：Ptilinopus jambu）は、ハト目ハト科に分類される鳥類。

## 分布
タイ南部やマレーシア、インドネシアなど、東南アジアに生息する。マングローブ林や熱帯雨林で生活している。

## 形態
全長約25cm。体色は全体的に緑色で、成熟したオスの頭部はピンクや白の羽が混ざり、鮮やかな顔をしている。メスの頭部はくすんだ紫色。くちばしはオレンジ色。